# Baisers de cinéma
Baisers de cinéma ist der achte Roman von Éric Fottorino. Er wurde am 23. August 2007 von Éditions Gallimard veröffentlicht und erhielt am 12. November 2007 in der ersten Runde den Prix Femina. Er gilt zusammen mit Korsakov als Hauptwerk Fottorinos.

## Inhalt
Gilles Hector ist Rechtsanwalt an der Pariser Anwaltskammer. Seit Jahren besucht er die Kinos Les 3 Luxembourg, Studio Luxembourg-Accatone und Écoles Cinéma Club im Quartier Latin auf der Suche nach seiner Mutter, vermutlich eine Schauspielerin, die er nie gekannt hat und die sein Vater Jean Hector, ein brillanter Fotograf und Chefbeleuchter der Nouvelle Vague des französischen Kinos, dessen Fotografien in Cinémonde veröffentlicht und an Kinowänden zu finden waren, Anfang der 1960er Jahre am Set getroffen haben soll. „Du verdienst deine Existenz einem Filmkuss“, hatte er ihm einmal gesagt. Einige Tage nach dem Tod seines Vaters nimmt er bei der Vorführung von Les Amants von Louis Malle hinter sich die Anwesenheit einer Frau wahr, die ihn sofort fesselt, wie die Filmheldinnen, die sein Vater ihm beschrieben hatte. Eine obsessive Leidenschaft setzt nun ein mit Mayliss, einer sehr freien verheirateten Frau und Mutter eines kleinen Kindes. Mayliss erscheint und verschwindet von da an in seinem Leben gemäß den Terminen und Liebesmomenten, die sie ihm gewährt und auf die er sofort reagiert, seinen Job aufgibt und mit dem Feuer des Ehebruchs spielt. Woche für Woche wächst seine Sucht für Mayliss.
Seit dem Tod seines Vaters sucht Gilles Hector in dessen Archiven, die in seinem kleinen Atelier in der Rue Budé auf der Île Saint-Louis aufbewahrt werden, nach Hinweisen, die ihn auf die Spur der Identität seiner Mutter bringen könnten. Eines Tages entdeckt er bisher unbekannte Super-8-Filmrollen und ist überzeugt, dass diese Frau auf der Leinwand mit dem schlanken Körper und den leicht verrückten Augen, die sein Vater filmt, nur seine Mutter sein kann. Die Filme tragen den Hinweis „Chemin-Long 67“, und die Notizbücher seines Vaters aus dieser Zeit verweisen eindeutig auf einen Ort Mérignac in der Gironde und auf ein Institut dort für Nervenkrankheiten.
Er fährt sofort hin und erfährt von den alten Bewohnern des Ortes, dass es sich beim Institut um eine frühere Einrichtung gehandelt habe, die Ende der 1960er Jahre durch einen Brand zerstört wurde, der absichtlich von einer der Patientinnen, Marie Bordenave, gelegt worden sei. Die Frau sei während des Dramas, in dem drei Menschen starben, verschwunden. Die Beschreibung, die ihm die frühere Verwalterin von dieser Frau gibt, überzeugt ihn, dass das seine Mutter war. Er reist, erleichtert, die Suche nach der Mutter erfolgreich abgeschlossen zu haben, nach Paris zurück und wird praktisch in diesem Moment von seiner obsessiven Liebe zu Mayliss befreit, mit der er sofort Schluss macht. Eines Abends, als er in das Studio seines Vaters zurückkehrt, entdeckt er die Wohnung in Flammen.

## Interpretation
Baisers de cinéma präsentiert kontrapunktisch die Figur eines Beleuchters, der im Roman zur zentralen Figur des Kinos der Nouvelle Vague wurde, weil er die großen Schauspielerinnen dieser Zeit wie Anouk Aimée, Jeanne Moreau, Anna Karina, Catherine Deneuve usw. ins richtige Licht setzen konnte. Dieser Jean Hector ist laut Fottorino die Summe der großen Namen der Zeit, die er in einer Ehrenliste im Epilog seines Romans aufführt. Literaturkritiker haben die Atmosphäre des Romans häufig mit der von Patrick Modianos Büchern verglichen, insbesondere im Hinblick auf die Geographie des Romans, dessen Handlung teilweise an verschiedenen Orten in Paris spielt, und vor allem wegen des zentralen Themas des Romans, der Suche nach den familiären Ursprüngen.

## Ausgaben
- Éric Fottorino: Baisers de cinéma. Éditions Gallimard, Reihe La Blanche, Paris, 23. August 2007, ISBN 978-2-07078584-1, 192 S.
- Éric Fottorino: Baisers de cinéma. Éditions Gallimard, Reihe Folio, 2008, ISBN 978-2-07035881-6.